# 東広島市女性暴行死事件
東広島市女性暴行死事件（ひがしひろしまし じょせいぼうこうしじけん）とは、2007年（平成19年）5月4日に広島県東広島市の短期賃貸アパートで、女性の変死体が見つかった事件。

## 概要
2007年（平成19年）5月4日、山陽新幹線東広島駅の近くにある2階建て短期賃貸アパートの一室で、何者かに頭部や顔面を中心に執拗に殴打された末に死に至ったとみられる女性会社員の遺体が発見される。
女性は、5日前の4月29日より行方がわからなくなっており、家族は前日の5月3日に東広島警察署に捜索願を出していた。被害女性は、このアパートを4月26日から二週間の契約で借りていたが、家族は誰もそのことを知らなかった。
女性の遺体は、頭部を執拗に殴打されており、水のたまった浴槽に頭から上半身を突っ込んだ状態で発見されたことから、警察は当初、顔見知りによる怨恨からの犯行を疑っていたと報じられていた。
事件発覚から2週間後の5月17日、殺人の容疑で逮捕されたのは、隣の広島市でコンビニを経営しながら副業で探偵業を営んでいた男性だった。男性は、探偵業の業務として、女性が行方不明になる一週間前から女性の交際トラブルの相談にのっていたとされる。
男性は一貫して容疑を否認するが、殺人罪で起訴され、さらに被害女性から事件当日に約146万円を盗んだとして窃盗罪で追起訴される。そして、裁判でも無罪を求めて最高裁まで争った。
男性は現在、山口刑務所で服役中だが、2012年5月に再審無罪を求めて広島高裁に再審請求書を提出した。

## 年表
2007年4月24日　被害者が、被告人に、交際トラブル相談をする。
2007年4月26日　短期アパートを契約する。
2007年4月27日　東広島市役所に住所変更を行った後、印鑑登録証明書発行
2007年4月29　
14:00ころ　被害者が実家を出る。
- 17:00ころ　被害者が被告人と東広島駅で待ち合わせる

2007年5月4日　遺体が発見される。
2007年5月17日　被告人が逮捕される。
2008年10月16日　第一審で実刑判決
2010年7月29日　控訴審で原判決が破棄されて懲役１０年の判決
2011年7月7日　上告審で上告棄却　
2012年5月　再審請求書を提出

## 裁判での主な争点

### 検察側の主張
現場の短期アパートの室内で見つかった微量の血痕から検出された男性のDNAが犯行時に遺留したものだと主張。
また、被害女性が行方不明になった4月29日に現金146万円を所持していたはずであるとして、これを男性が盗んだという事件の構図を描いた。

#### 挙げた間接事実
- 被告人は、現場アパートの室内に血液を残していた。

- 被告人は、被害者が殺害された時間帯に現場アパートに立ち入っていた。

- 被告人は事件当日、Ａ子さんと会ったのち、勤務予定時間に２時間30分ほど遅れてコンビニに出勤していた。

- 被告人は事件当日、Ａ子さんと会ったのち、Ａ子さんが不倫相手の高橋氏からプレゼントされた衣服などを林道に投棄していた。

- 被告人は事件翌日、ａｕショップを訪ね、「携帯電話の通話やメールの履歴を消しても、記録はサーバ上に残るのか」と聞いていた。

- 被告人は、事件当日にＡ子さんが不倫の示談金などとして所持していた現金約１４６万円などを窃取し、事件後に愛人女性に１００万円を送金していた。

### 弁護側の反論
男性が4月29日に被害女性と会い、現場アパートに一緒に立ち入ったことは認めつつ、被害女性は男性と別れた後に「別の第三者」に殺害されたと主張。

#### 間接事実に対する反論
- 「被告人は、現場アパートの室内に血液を残していた。」に対する反論

　　血痕から検出された男性のDNAも現場アパートに立ち入った時に残したものだとしながら、血痕からは被害女性のDNAも検出されていることから、男性の血痕ではなく、唾液などが遺留したのだと主張した。
- 「被告人は、被害者が殺害された時間帯に現場アパートに立ち入っていた。」に対する反論

　　私は、４月29日の午後５時過ぎころ、Ａ子さんと東広島駅で待ち合わせ、その後、私が運転する車にＡ子さんを乗せて、Ａ子さんの案内で、東広島市×××（＝町名）の方に、Ａ子さんが借りていた×××（＝アパート名）というアパートに行きました。
　　私は、そのＡ子さんが借りていたアパートの部屋の中で、Ａ子さんから相談を受けていた件、つまり、Ａ子さんが、いわゆる不倫をしていたことで、相手方の奥さんと取り交わす示談の条項について、Ａ子さんにいろいろ指導しました。
　　その後、食事に行こう、ということになり、やはり私が運転する車にＡ子さんを乗せて〈……中略……〉ガストというレストランに行き、２人で食事をしました。
　　食事をした後、私は、車にＡ子さんを乗せて、東広島駅まで戻り、この日の午後８時過ぎころ、Ａ子さんと別れたのです。
- 「被告人は事件当日、Ａ子さんと会ったのち、勤務予定時間に２時間30分ほど遅れてコンビニに出勤していた。」に対する反論

　　東広島駅近くの空き地に車を停め、車内で仮眠したのです。前日からコンビニの勤務で、２０時間以上も眠っておらず、食事をした満腹感もあって眠くてたまらなくなったからです。
　　このまま東広島市から、広島市まで車を運転して帰れないと思うほど眠かったのです。そして仮眠から目が覚めたら午前１時でした。寝ぼけていたためか、私は勤務時間を午前３時と勘違いしてしまったのです。
　　そもそも、コンビニに遅刻するほど時間を要するような罪証隠滅工作が行われた痕跡は何もない。
- 「被告人は事件当日、Ａ子さんと会ったのち、Ａ子さんが不倫相手の高橋氏からプレゼントされた衣服などを林道に投棄していた。」対する反論

　　Ａ子さん本人と４月２９日に会った際、高橋氏にもらったプレゼント品を「処分して欲しい」「誰にもわからないところに捨てて欲しい」と頼まれ、その通りにしただけ
- 「被告人は事件翌日、ａｕショップを訪ね、「携帯電話の通話やメールの履歴を消しても、記録はサーバ上に残るのか」と聞いていた。」に対する反論

　　メールを一斉消去するための暗証番号を聞いただけである。
- 「被告人は、事件当日にＡ子さんが不倫の示談金などとして所持していた現金約１４６万円などを窃取し、事件後に愛人女性に１００万円を送金していた。」に対する反論

　　男性はこの日に被害女性から現金100万円を預かっただけで、お金を盗んでいないと主張した。

## 裁判所判決

### 第一審
- 2008年10月16日
- 広島地裁
- 懲役20年の判決を言い渡された。

### 控訴審
- 2010年7月29日
- 広島高裁
- 原判決が破棄されて懲役10年の判決を言い渡された（減刑されたのは、殺人罪については殺意が否定され、傷害致死罪が適用されたため）。

### 上告審
- 2011年7月7日
- 最高裁
- 上告棄却され、その後の異議申し立ても認められずに懲役10年の判決が確定した。

## 冤罪が疑われる理由
男性には一見、怪しく感じさせる点が多いが、一方で犯人だと考えるには、以下のような疑問点が存在すると指摘されている。
- 被害女性の遺体の状況からうかがえる凄惨な犯行状況に対して、事件の一週間前に被害女性と会ったばかりの男性には、被害女性を襲わなければいけない動機が何も見あたらない。
- 実際、検察官も裁判で動機を何も指摘できず、第一審判決や確定判決＝控訴審判決も動機を特定しないままに男性が犯人だと認定している。
- 被害女性は行方不明になった日、男性と会った後で交際トラブルの示談をする予定になっており、仮に男性がこのタイミングで被害女性を殺害すれば、自分がすぐに疑われることは容易に想像できそう状況だった。
- 現場アパートの室内では、被害女性が事件当日に購入していた黒いスーツが見つかっているが、その上着に付着していた血痕からは、男性とも被害女性とも別の“第三者”のDNAが検出されている。
- 警察は当初、複数の犯人が存在することを前提に捜査を進めていたが、結局、逮捕・起訴されたのは男性だけで、警察が当初、複数犯を前提に捜査を進めていた理由は裁判でも一切明らかにされていない。
- 警察は男性を逮捕して以降、男性に「黒い車」を貸した人物がいないか探し回っていたが、男性が事件当時に所有していた車は「白」であり、警察がなぜ「黒い車」にこだわっていたかは裁判でもまったく明らかにされていない。